# No Fences
No Fences — второй студийный альбом американского кантри-певца Гарта Брукса, выпущенный 27 августа 1990 года и достигший первого места в хит-параде Top Country Albums (и 3 места в американском хит-параде Billboard 200), став первым для Брукса чарттоппером в кантри-чарте (где лидировал рекордные 32 недели). Диск стал самым продаваемым для певца студийным альбомом (общий тираж диска превысил 9 млн копий в США в первый год и 17 млн в мире в настоящее время). 4 сингла из альбома возглавляли Hot Country Songs. В списке лучших альбомов десятилетия 1990-х годов диск занял 4-е место.
В ноябре 2015 года журнал Billboard включил альбом «No Fences» в список 200 лучших альбомов всех времён в США (№ 29 в «Greatest of All Time: Billboard 200 Albums», в период с 1963 по октябрь 2015).
В 2022 году альбом был назван одним из лучших кантри-альбомов в истории и занял 41-е место в списке The 100 Greatest Country Albums of All Time журнала «Rolling Stone».

## Список композиций
1. «The Thunder Rolls» (Pat Alger, Garth Brooks) — 3:42
2. «New Way to Fly» (Kim Williams, Brooks) — 3:54
3. «Two of a Kind, Workin' on a Full House» (Bobby Boyd, Warren Haynes, Dennis Robbins) — 2:31
4. «Victim of the Game» (Mark D. Sanders, Brooks) — 3:06
5. «Friends in Low Places» (DeWayne Blackwell, Earl «Bud» Lee) — 4:18
6. «This Ain’t Tennessee» (Jim Shaw, Larry Bastian) — 4:08A
7. «Wild Horses» (Bill Shore, David Wills) — 3:08
8. «Unanswered Prayers» (Alger, Larry Bastian, Brooks) — 3:23
9. «Same Old Story» (Tony Arata) — 2:52
10. «Mr. Blue» (Blackwell) — 3:16
11. «Wolves» (Stephanie Davis) — 4:08

A Этой песни не было в оригинальном издании альбома. Она впервые появилась когда альбом был переиздан в 1998 году как часть серии альбомов Брукса Limited Series.

## Участники записи
По материалам из буклета альбома.

| - Гарт Брукс — гитара, вокал - Chris Leuzinger — гитара - Pat Alger — гитара, бэк-вокал - Johnny Christopher — гитара - Mark Casstevens — гитара - Bruce Bouton — гитара, бэк-вокал - Rob Hajacos — скрипка, бэк-вокал - Bobby Wood — фортепиано, клавишные, бэк-вокал - Edgar Meyer — акустическая бас-гитара | - Milton Sledge — ударные, акустическая бас-гитара - Mike Chapman — акустическая бас-гитара, бэк-вокал - Mike Palmer — ударные, перкуссия - Dave Gant — вокал, клавишные - Steve McClure — гитара - Ty England — вокал, гитара - Brian Petree — вокал - James Garver — гитара, скрипка, вокал - Nashville String Machine — струнные |

## Позиции в чартах
Альбом No Fences достиг 3 места в американском хит-параде Billboard 200, и 1 места в хит-параде Top Country Albums (тираж 238 000 копий в дебютную неделю), став первым для Гарта Брукса чарттоппером в кантри-чарте.
| Чарты (1990–1994)                  | Высшая позиция |
| ---------------------------------- | -------------- |
| Австралия (ARIA)                   | 11             |
| Канада Canadian RPM Top Albums     | 49             |
| Канада Canadian RPM Country Albums | 2              |
| Ирландия (IRMA)                    | 1              |
| США Billboard 200                  | 3              |
| США Billboard Top Country Albums   | 1              |

| Регион | Сертификация   | Продажи    |
| --- | -------------- | ---------- |
| Австралия (ARIA) | Платиновый     | 70 000^    |
| Канада (Music Canada) | 7× Платиновый  | 700 000^   |
| Ирландия (IRMA) | 5× Платиновый  | 75 000^    |
| США (RIAA) | 18× Платиновый | 18 000 000 |
| ^ Данные о тиражах приведены только на основе сертификации. · Данные о продажах + прослушиваниях приведены только на основе сертификации. |                |            |

### Чарты десятилетия
| Чарт (1990—1999)   | Позиция |
| ------------------ | ------- |
| U.S. Billboard 200 | 4       |

### Синглы
| Год  | Сингл                                    | Высшая позиция в чартах | Высшая позиция в чартах | Высшая позиция в чартах | Высшая позиция в чартах |
| Год  | Сингл                                    | US Country              | US                      | CAN Country             | UK                      |
| ---- | ---------------------------------------- | ----------------------- | ----------------------- | ----------------------- | ----------------------- |
| 1990 | «Friends in Low Places»                  | 1                       | —                       | 1                       | 36                      |
| 1990 | «Unanswered Prayers»                     | 1                       | —                       | 1                       | —                       |
| 1991 | «Two of a Kind, Workin' on a Full House» | 1                       | —                       | 1                       | —                       |
| 1991 | «The Thunder Rolls»                      | 1                       | —                       | 1                       | —                       |
| 2000 | «Wild Horses» (re-recording)             | 7                       | 50                      | —                       | —                       |